# Le Lou-du-Lac
Le Lou-du-Lac (bretonisch: Al-Loc’h; Gallo: Le Lóc) ist eine Ortschaft und eine Commune déléguée in der französischen Gemeinde La Chapelle du Lou du Lac mit 97 Einwohnern (Stand: 1. Januar 2018) im  Département Ille-et-Vilaine in der Region Bretagne. 
Mit Wirkung vom 1. Januar 2016 fusionierte die Gemeinde Le Lou-du-Lac mit der Gemeinde La Chapelle-du-Lou zur Commune nouvelle La Chapelle du Lou du Lac. Sie gehörte zum Arrondissement Rennes und war Teil des Kantons Montauban-de-Bretagne. 

## Geographie
Le Lou-du-Lac liegt etwa 25 Kilometer westnordwestlich von Rennes.

## Bevölkerungsentwicklung
| Jahr                       | 1962 | 1968 | 1975 | 1982 | 1990 | 1999 | 2006 | 2013 | 2018 |
| Einwohner                  | 125  | 100  | 87   | 114  | 107  | 100  | 106  | 99   | 97   |
| Quellen: Cassini und INSEE |      |      |      |      |      |      |      |      |      |

## Sehenswürdigkeiten
- Kirche Saint-Loup aus dem 11. Jahrhundert, Umbauten aus dem 16. und 17. Jahrhundert, Monument historique seit 2009
- Schloss Lou-du-Lac

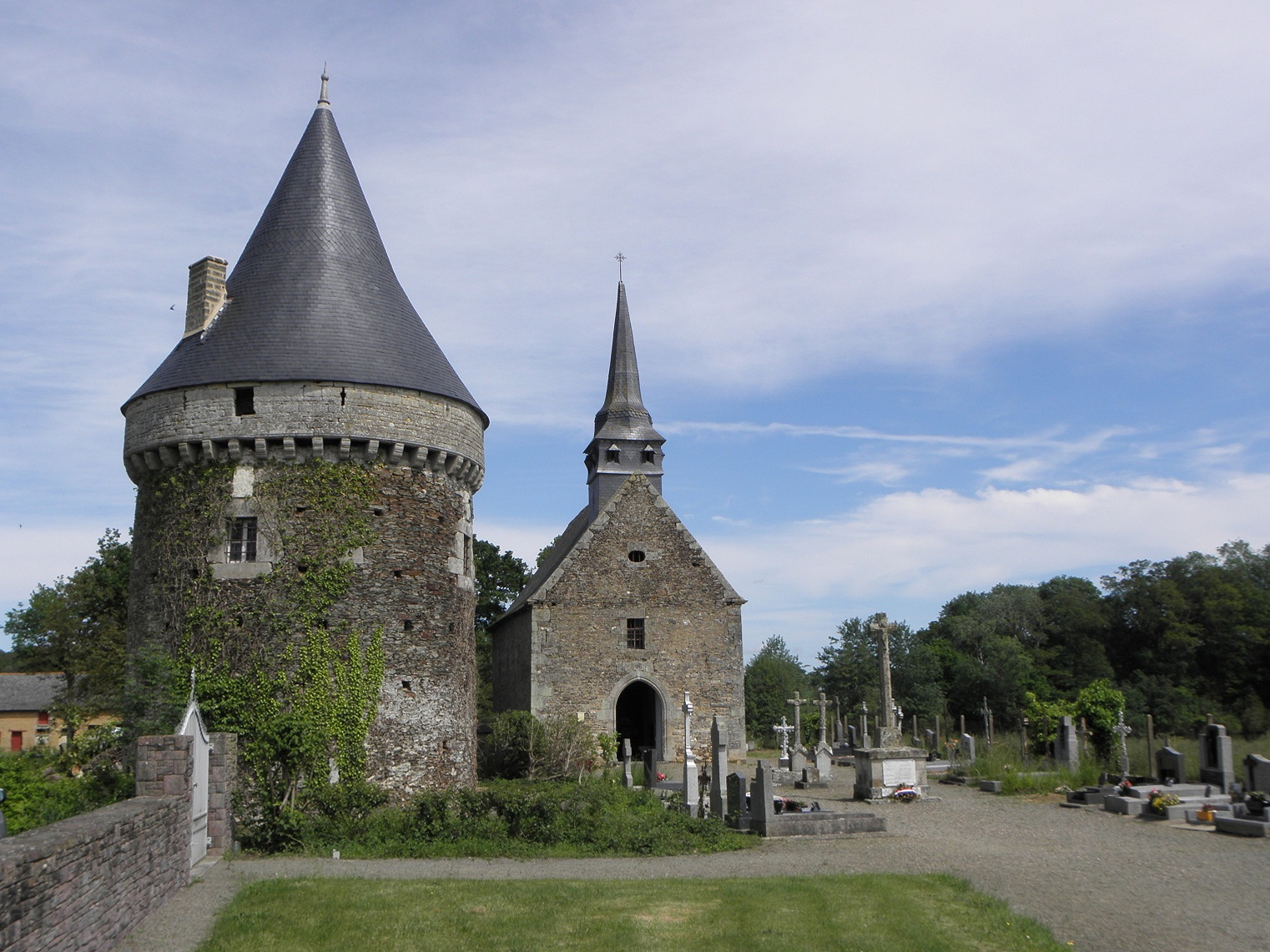
Kirche Saint-Loup
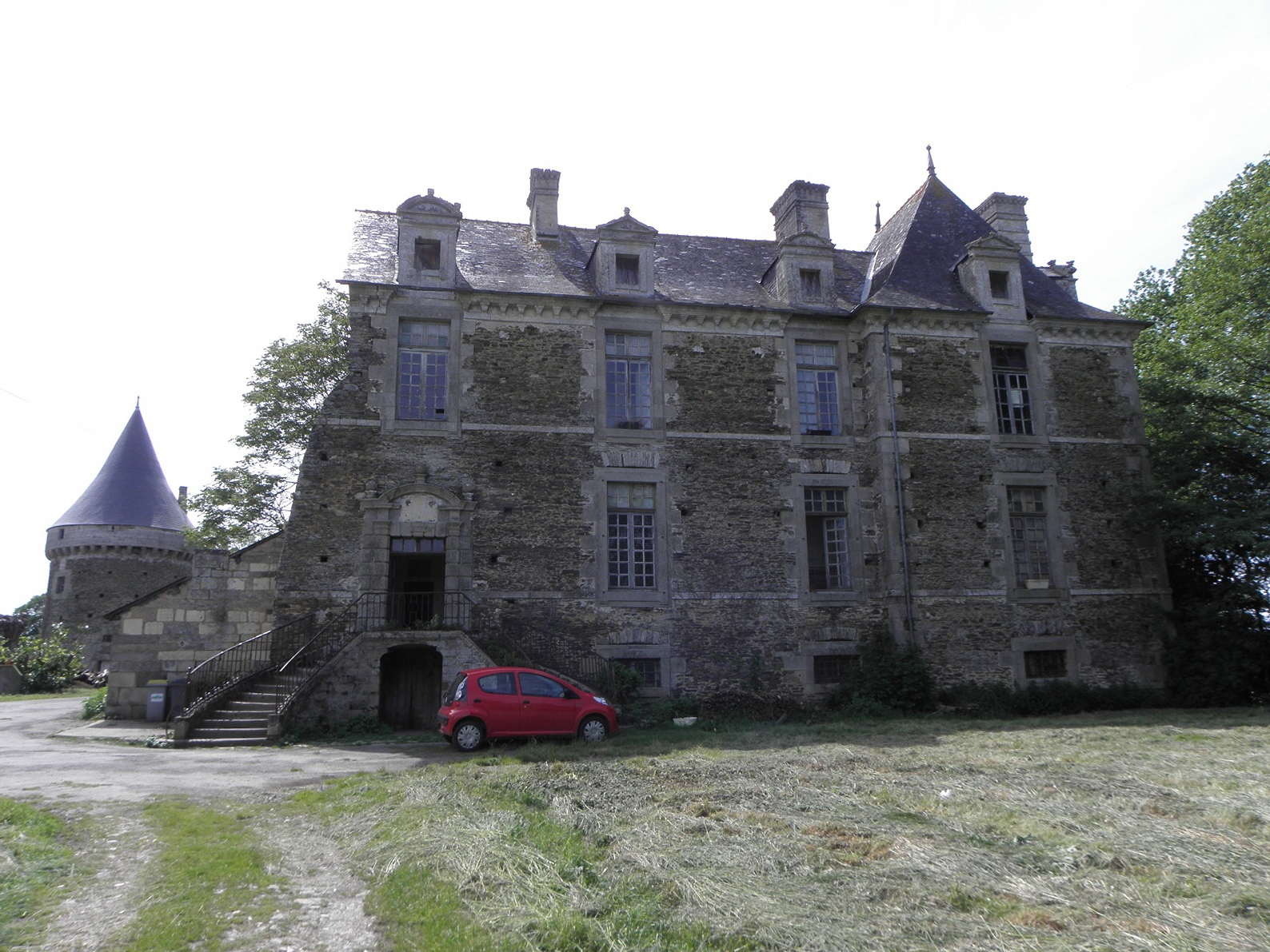
Schloss Lou-du-Lac